# علی‌آباد سادات (رفسنجان)
 علی‌آباد سادات (رفسنجان)، روستایی از توابع بخش کشکوئیه شهرستان رفسنجان در استان کرمان ایران است.که به علی آباد خورشتی نیز معروف است. قدمت این روستا بر میگردد به دوره صفویه که موسس آن سید علی مرعشی میباشد که در مسیر مهاجرت خود از آمل به سمت هندوستان در کرمان به خواسته حاکم کرمان در رفسنجان جهت تدریس در حوزه لاهیجان ساکن میشود که چندین آبادی از جمله علی آباد سادات از طرف حاکم کرمان به ایشان در ازای حق تدریس اهداء می شود.

## جمعیت
این روستا در دهستان کشکوئیه قرار دارد و براساس سرشماری مرکز آمار ایران در سال ۱۳۸۵، جمعیت آن ۳۵۸ نفر (۸۴خانوار) بوده‌است.